# Christian de Tilière

## Biographie
Christian de Tilière, né à Saumur le 13 avril 1934 et mort à Paris le 2 mars 1991, est un acteur français, élève de Marcelle-Charles Dullin et de Tania Balachova.
Tête d'affiche dès son premier film (Tire au flanc 62 de François Truffaut et Claude de Givray), demandé au cinéma comme à la télévision par les plus grands (Abel Gance, Jean Becker, François Truffaut, Louis Malle, Jacques Deray, Robert Enrico, Jules Dassin, Joseph Losey, Marcel Bluwal, Henri Verneuil, etc.), il apparaît comme un acteur que l'on voyait très souvent à l'écran, du début des années 60 à la fin des années 80, « avec quelques belles incursions au cinéma dans des œuvres majeures »
Allant du rôle titre à la simple participation, celui que l'on a souvent qualifié d' « éternel second rôle du cinéma français » , apparaissait aussi à la demande de réalisateurs amis, en clin d'oeil, dans une scène pour mettre en lumière et donner du relief à un caractère - souvent un aristocrate, un juge, une personnalité historique – ou, au contraire, incarner « des personnages marginaux ou inquiétants, à l'image du Danseur-assassin pour Borsalino »
« Par la suite », précise Virgile Dumez, « il parvient même à s'internationaliser, en jouant dans Julia (Fred Zinneman) ou Les routes du Sud (Joseph Losey) », mais également en Italie, dans des films ou téléfilms.
Excellent cavalier, sa création de la mini-série des Gaspard, rôle titre du personnage qu'il jouait, loufoque et hors du temps, puis son rôle du Pierrot Ganache dans Le Grand-Meaulnes, montre sa formation de mime et de danse.

On le verra aussi à de nombreuses reprises au théâtre (appelé par Ionesco, il jouera des années durant « la Cantatrice Chauve » dans la mise en scène de la création de Nicolas Bataille) et deviendra coach de grands comédiens aux côtés d'Andreas Voutsinas de l'Actor's Studio.

## Filmographie
Plus de 80 films, téléfims ou séries, parmi lesquels :
- 1960 : Tire-au-flanc 62 de François Truffaut et Claude de Givray - 2ème classe Jean Lerat de la Grignotière
- 1961 : Une grosse tête de Claude de Givray : Import
- 1962 : Jules et Jim : de François Truffaut
- 1962 : Le prince porcher de Michèle Angot : Barnabé, le confident du prince
- 1962 : Le Mannequin de Belleville de Jean Douchet : Olivier de Tournel
- 1962 : Thé à la menthe de Pierre Kafian : Lui (personnage principal sans nom)
- 1962 : Vie privée de Louis Malle : Albert
- 1962 : Créateur de la série des Gaspard : (Gaspard se marie, Gaspard fait du cheval, etc. courts métrage) : Gaspard
- 1962 : Un clair de lune à Maubeuge de Jean Chérasse : Ronald Danton
- 1962 : Un mari à prix fixe de Claude de Givray
- 1963 : Premier Amour (téléfilm) de Jean Prat
- 1963 : Arlequin poli par l'Amour d'après Marivaux – réalisation Monique Chapelle : le Berger.
- 1963 : Ils ont tué Jaurès de Juan Batista Bellesoleil : Raoul Villain, l’assassin.
- 1964 : Mata-hari de Jean-Louis Richard : Agent H21
- 1964 : L'Amour médecin (Molière) de Monique Chapelle : Tomès
- 1965 : la garde-malade de Jacques Trébouta : le fils
- 1965 : Un mari à prix fixe de Claude de Givray : Stéphane
- 1965 : Pas de caviar pour tante Olga de Jean Becker
- 1965 : Les facéties du Sapeur Camember (feuilleton) de Pierre Boursaus : Cancrelat
- 1966 : Le chemin des toits de Edmond Tiborowski : M. des Eglantiers
- 1966 : Le Chien fou de Eddy Matalon : le tueur
- 1966 : Corsaires et Flibustiers de Claude Barma (feuilleton télévisé) : Fulbert
- 1967 : Anna (téléfilm), Comédie Musicale de Serge Gainsbourg et Pierre Koralnik :
- 1967 : salle N°8 de Jean Dewevert : Godivert
- 1967 : Valmy d'Abel Gance : le révolutionnaire Hébert
- 1967 : Le Voleur de Louis Malle : Armand de Montareuil
- 1967 : Le Grand Meaulnes de Jean Gabriel Albicoco : Ganache le Pierrot
- 1969 : Le Clan des Siciliens de Henri Verneuil : Jean-Marie Balard
- 1970 : Borsalino de Jacques Deray : « le danseur » assasin.
- 1970 : Domicile conjugal de François Truffaut : Baumel
- 1970 : La Promesse de l'aube (Promise at Dawn) de Jules Dassin : le professeur de danse
- 1970 : La Brigade des maléfices de Claude Guillemot
- 1970 : Sortie de secours de Roger Kahane : le faux Couve
- 1971 : Christa (feuilleton) de Marcel Moussy : Jean-François
- 1971 : L'amour c'est gai, l'amour c'est triste de Jean Daniel Pollet : le client envoyé par Albert...
- 1971 : Out 1, noli me tangere de Jacques Rivette : Le noctambule
- 1971 : La vita di Leonardo da Vinci (téléfilm) de Renato Castellani : le roi Louis XII
- 1972 : Les Caïds de Robert Enrico
- 1973 : Les Nouvelles Aventures de Vidocq, épisode "Vidocq et compagnie" de Marcel Bluwal : Carabin, le collectionneur de cadavres
- 1973 : La Planète sauvage de René Laloux et Roland Topor (doublage)
- 1973 : Georges qui ? De Michèle Rosier : Bonnaire
- 1974 : Urusle et Grelu de Serge Korber : le radio du Titanic II
- 1974 : Gil Blas de Santillane,(feuilleton) de Jean-Roger Cadet : Vincenté
- 1974 : L'homme au contrat (feuilleton) de Jacques Armand : Ange
- 1974 : Un bon patriote (téléfilm) de Gérard Vergez : « la Tzarine »
- 1974 : Le Tribunal de l'impossible (épisode Agathe ou l'Avenir rêvé) d'Yves-André Hubert et Michel Subiela : Emile
- 1975 : Barry Lindon de Stanley Kubrick : le Révérend Samuel Runt (doublage)
- 1975 : Vous ne l'emporterez pas au paradis de François Dupont-Midy : Fredy, le faux chauffeur
- 1976 : Les Œufs brouillés de Joel Santoni : le chauffeur de Brumaire
- 1976 : Monsieur Klein de Joseph Losey : le Commissaire-priseur
- 1976 : Comme un boomerang de José Giovanni : Le juge d'instruction
- 1977 : Rossel et la commune de Paris (téléfilm) de Serge Moati : Merlin et Robespierre
- 1977 : Julia de Fred Zinnemann : le Concierge de Paris
- 1978 : L'Exercice du pouvoir de Philippe Galland : le Ministre
- 1978 : Les Routes du sud de Joseph Losey : l'Officier russe
- 1979 : Un si joli village d'Étienne Périer : le Procureur
- 1979 : Le Journal (feuilleton) de Philippe Lefèvre : l'assistant de Wilchaint
- 1979 : Le Mors aux dents de Laurent Heynemann : Pivin
- 1979 : Médecins de nuit (épisode Les Margiis) de Pierre Lary : M.Sarnaude
- 1980 : Le Séquestre (téléfilm) de Guy Jorré : Le Révérend Père de Couze
- 1981 : La Provinciale de Claude Goretta : le maître d'hôtel
- 1981 : Le Bouffon (téléfilm) de Guy Jorré : le fils
- 1981 : Noires sont les Galaxies (téléfilm) de Daniel Moosmann : le nouveau Directeur
- 1981 : La Double Vie de Théophraste Longuet de Yannick Andreï : le Régent
- 1982 : Elle voit des nains partout ! de Jean Claude Sussfeld : le bandit de grand chemin
- 1984 : Aéroport: Le ciel et le feu (téléfilm) : le co-pilote
- 1984 : Une Américaine à Paris de Rick Rosenthal : le passager du train
- 1984 : The Sun Also Rises (téléfilm) de James Goldstone : le Colonel
- 1985 : Brigade verte (feuilleton) de Gilles Grangier : Clavel
- 1987 : Home sweet home (court métrage) de Jean-Yves Carrée
- 1987 : Papillon du vertige de Jean-Yves Carrée Le Besque : Parrain
- 1989 : Romuald et Juliette de Coline Serreau : le haut fonctionnaire
- 1989 : Châteauvallon (feuilleton) de Paul Planchon
- 1989 : Mano rubata (téléfilm) de Alberto Latuada : l'Aristocrate français
- 1989 : The free frenchman de Jim Goddard
- 1989 : Un français libre (feuilleton) de Jim Goddard : Henri Berry

## Théâtre
Parmi plus d'une vingtaine de pièces, mentionnons :
- 1959 : La Cantatrice Chauve de Eugène Ionesco mise en scène Nicolas Bataille, Théâtre de la Huchette.
- 1959 : Le ménage de Caroline de Michel de Ghelderode, mise en scène Jacques Tourane, Studio des Champs-Elysées.
- 1963 : Le roi de l'Univers de Gabriel Arout, Théâtre des Célestins, Lyon
- 1966 : L'Été de Romain Weingarten, mise en scène Jean-François Adam, Théâtre de Poche Montparnasse
- 1968 : Fin de Partie de Samuel Beckett, mise en scène Roger Blin
- 1972 : Le Poignard masqué d'Auguste Anicet-Bourgeois, mise en scène Jacques Seiler, Théâtre Hébertot
- 1973 : L'ile Pourpre de Mikhaïl Boulgakov, mise en scène de Jorge Lavelli, Théâtre de la Ville
- 1974 : Phèdre de Jean Racine, mise en scène Albert-André Lheureux, Théâtre National de Bruxelles
- 1975 : Hôtel du Lac de François-Marie Bannier, Théâtre de Paris
- 1978 : Vinci avait raison de Roland Topor, mise en scène Jean-Christian Grinevald, Théâtre Marie Stuart
- 1978-1979 : Prends bien garde aux Zeppelins, texte et mise en scène de Didier Flamand
- 1982 : Il était trois fois : de Catherine Carré, Raphaeline Chauvière et Martine Costes, mise en scène de Christian de Tilière, Théâtre de la Bastille
- 1987 : Parle pas comme ça tu t'fais du mal spectacle du Théâtre des Cinquante – Compagnie Andréas Voutsinás, mise en scène de Christian de Tilière, Comédie Bastille.